# Czerwonopilla (obwód kirowohradzki)
Czerwonopilla (ukr. Червонопілля) – wieś na Ukrainie, w obwodzie kirowohradzkim, w rejonie kropywnyckim. W 2001 liczyła 474 mieszkańców, spośród których 453 posługiwało się językiem ukraińskim, 9 rosyjskim, 5 mołdawskim, 2 białoruskim, 4 ormiańskim, a 1 innym.